# مومولند
مومولند (انگلیسی: Momoland; کره‌ای: 모모랜드) یک گروه دخترانهٔ کره جنوبی است که توسط ام‌ال‌دی انترتینمنت (قبلا با نام Duble Kick Company شناخته می‌شد)، از طریق ریلتی شوی سال ۲۰۱۶، فایندینگ مومولند، شکل گرفت. برندگان این برنامه، هه‌بین، یون‌وو، جین، نایون، جویی، آه‌این و نانسی، به عنوان اعضای اصلی این گروه انتخاب شدند. نخستین مینی‌آلبوم آن‌ها با نام به مومولند خوش‌آمدید، در ۱۰ نوامبر ۲۰۱۶ منتشر شد. در سال ۲۰۱۷، وقتی دِیزی و ته‌ها به گروه اضافه شدند، مومولند نه نفره شد. در سال ۲۰۱۹، ته‌ها و یون‌وو گروه را ترک کردند و در سال ۲۰۲۰، دیزی گروه را ترک کرد. این گروه در حال حاضر شامل شش عضو، آه‌این، هه‌بین، جین، جویی، نانسی و نایون است. در ۱۴ فوریه ۲۰۲۳، این گروه به صورت رسمی منحل شد.

## حرفه

### ۲۰۱۶:فایندینگ مومولندوبه مومولند خوش‌آمدید
در ژوئن ۲۰۱۶، برنامهٔ بقای ام‌نت، فایندینگ مومولند، یک ریلتی شو که توسط Duble Kick Entertainment ساخته‌شد، آغاز شد و یک گروه هفت نفره از ده کارآموز این برنامه شکل گرفت. تصمیم گرفته شد که این اعضا به عنوان یک گروه فعالیت خود را آغاز کنند. مأموریت فینال، نتوانست ۳۰۰۰ تماشاچی را جذب کند و دبیوی رسمی گروه به تأخیر افتاد. در ۲۶ اکتبر ۲۰۱۶، گروه به عنوان سفیران سازمان غیردولتی توسعهٔ بین‌المللی امدادرسانی کره منصوب شد.
دبیوی شوکیس گروه در ۹ نوامبر همان سال انجام شد. در ۱۰ نوامبر، آنها نخستین آلبوم چندآهنگهٔ خود را با نام به مومولند خوش‌آمدید منتشر کردند، و اولین اجرایشان برای تک‌آهنگ «جان! کونگ! کوانگ!» را از طریق برنامهٔ موسیقی تلویزیونی ام کانت‌داون انجام دادند. این آلبوم توسط سرمایه‌گذاری جمعی برای پوشش دادن هزینهٔ تولید قالب فیزیکی امکان‌پذیر شد. در ۲۷ دسامبر، اعضای گروه، به جز یون‌وو که به دلیل کمردرد کارش را متوقف کرد، در اس‌بی‌اس گایو دجون حضور پیدا کردند. در اکتبر ۲۰۱۶، گروه به عنوان سفیران روابط عمومی برای سازمان غیردولتی توسعهٔ بین‌المللی امدادرسانی کره منصوب شد و در روستای فوک لوآنگ در تای نگیون، ویتنام از ۱۲ تا ۱۶ دسامبر ۲۰۱۷ برای تشویق دانش آموزان Happy Mov و برای مشارکت در خدمات ساخت و ساز مهدکودک داوطلب شد.

### ۲۰۱۷: اعضای اضافی،واندرفول لاووفریز!

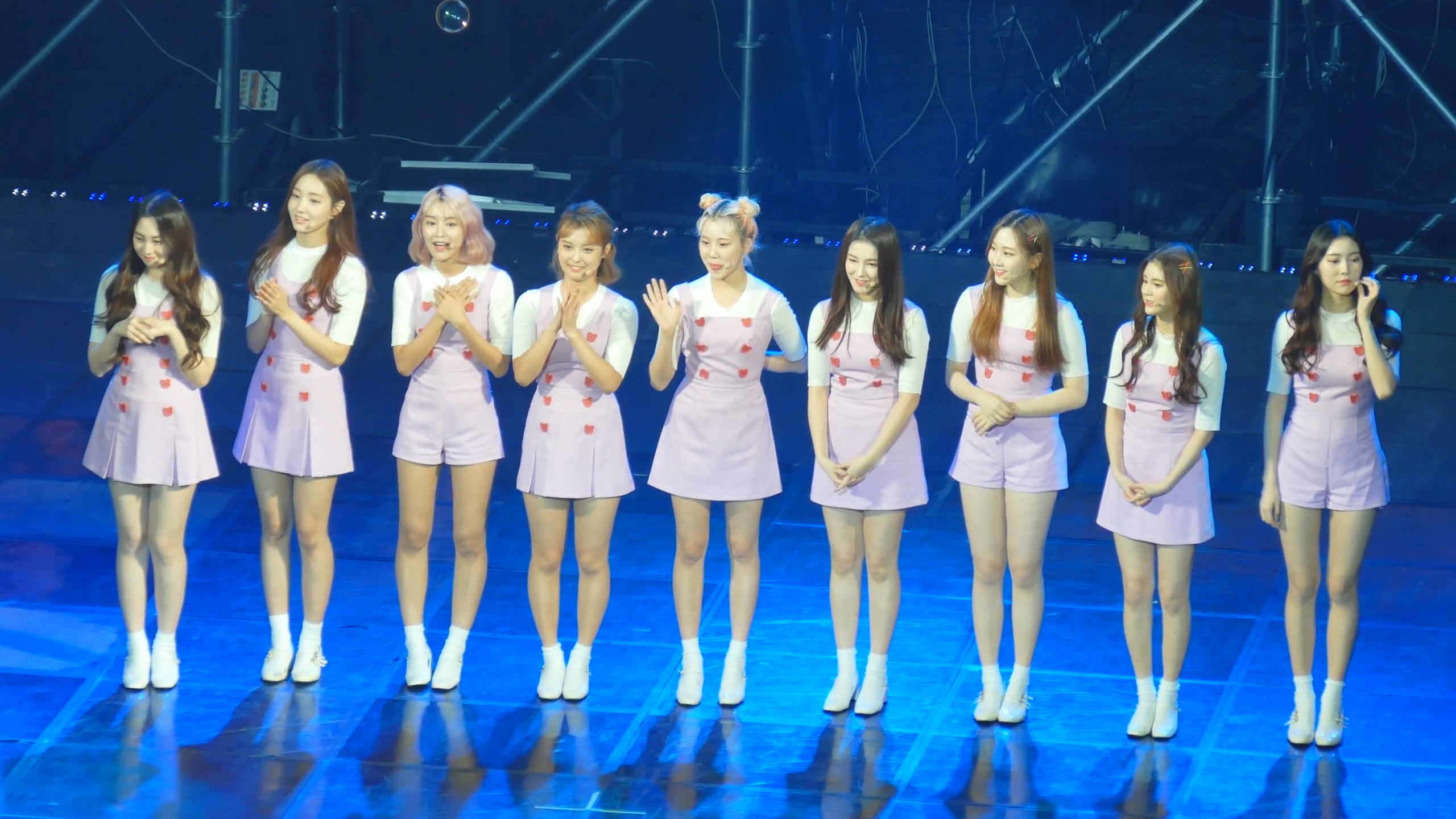
مومولند در طی Hero Concert در سئول در ۲۹ نوامبر ۲۰۱۷

در ۲۸ مارس ۲۰۱۷، دِیزی و ته‌ها به گروه ملحق شدند. دِیزی همچنین یکی از کارآموزان ریلتی شوی فایندینگ مومولند بود. در آوریل ۲۰۱۷، گروه نخستین آلبوم تک‌آهنگ خود را با نام واندرفول لاو، همراه تک‌آهنگ لید با همین نام، منتشر کرد. در ۲۲ اوت ۲۰۱۷، دومین آلبوم چندآهنگهٔ گروه، با نام فریز! همراه تک‌آهنگی با همین نام، منتشر شد.

### ۲۰۱۸:عالیه!وفان تو د ورلد

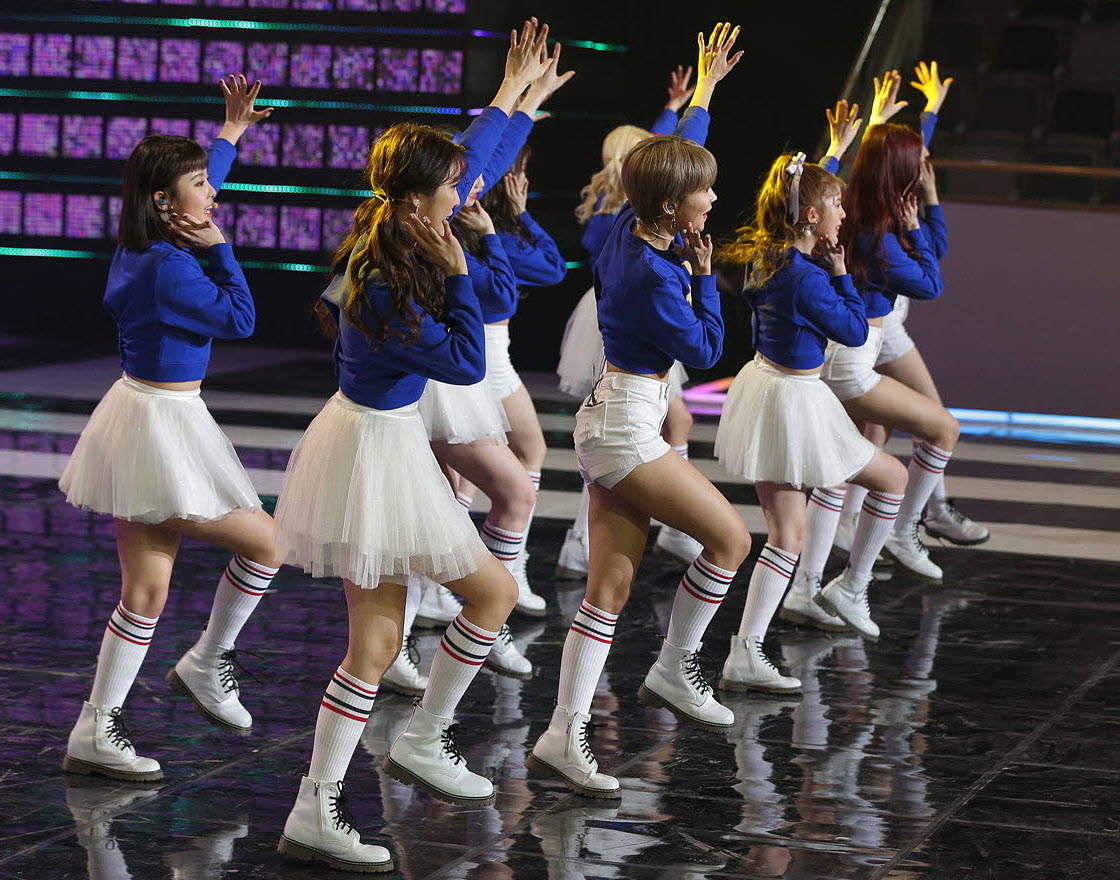
مومولند در حال اجرا در کنسرت جی-۱۰ المپیک زمستانی پیونگ‌چانگ در ۳۰ ژانویه ۲۰۱۸

در ۲ ژانویه ۲۰۱۸، گروه سومین آلبوم چندآهنگهٔ خود را با نام عالیه! همراه با تک‌آهنگ «بوم بوم» منتشر کرد. در همان ماه، گروه دخترانهٔ روسی سربرو، این گروه را به خاطر آهنگ «بوم بوم»، متهم به سرقت ادبی از آهنگشان با نام «می می می» کردند. شین‌سادونگ تایگر، آهنگساز آهنگ «بوم بوم»، این اتهامات را با اشاره به این موضوع که «لاین بیس عموماً در ژانر رترو هَوس یا الکتروسوینگ، همچنین در آکورد بند-۴ شنیده می‌شود» رد کرد. گروه رویدادهای تبلیغاتی خود را در توکیو و اوساکا از ۲۸ فوریه تا ۴ مارس ۲۰۱۸ برگزار کرد. همچنین یک شوکیس در تاور رکوردز در شیبویا برگزار کرد. گروه همچنین با کینگ رکوردز قرارداد امضا کرد و آلبومشان در ژاپن در ۱۳ ژوئن ۲۰۱۸ با نسخهٔ ژاپنی تک‌آهنگ «بوم بوم» منتشر شد.

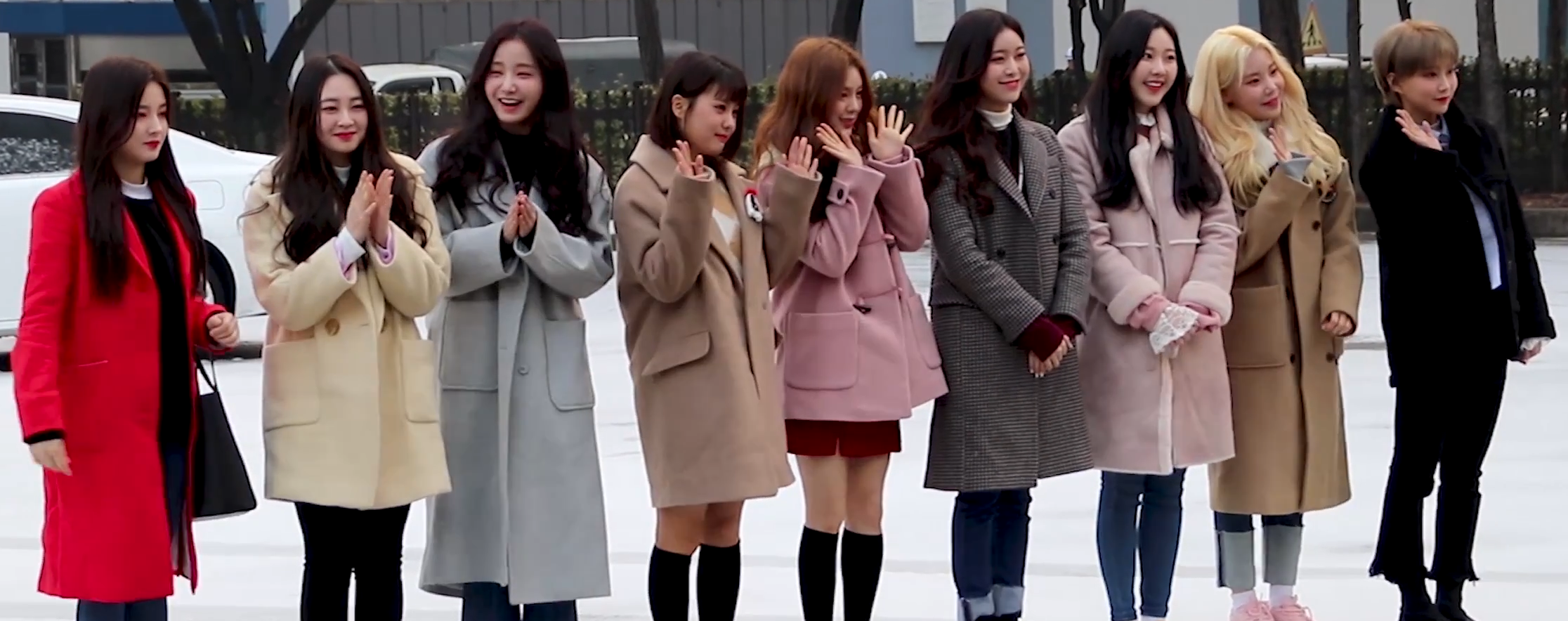
مومولند در بانک موسیقی کی‌بی‌اس در فوریه ۲۰۱۸

در ۲۶ ژوئن ۲۰۱۸، چهارمین آلبوم چندآهنگهٔ گروه با نام فان تو د ورلد، همراه با تک‌آهنگ «بام» منتشر شد. در ۹ اوت ۲۰۱۸، گروه تبدیل به اولین گروه دخترانه و دومین عملکردی که گواهی پلاتین در جدول گائون به دست می‌آورد، تبدیل شد که به خاطر استریم‌های آهنگ «بوم بوم» بود.

## اعضا
اطلاعات برگرفته از پروفایل آنها در ناور است.
فعلی
- آه‌این (Ahin; کره‌ای: 아인)
- هه‌بین (Hyebin; کره‌ای: 혜빈)
- جین (Jane; کره‌ای: 제인)
- جویی (JooE; کره‌ای: 주이)
- نانسی (Nancy; کره‌ای: 낸시)
- نایون (Nayun; کره‌ای: 나윤)

سابق
- دِیزی (Daisy; کره‌ای: 데이지)
- ته‌ها (Taeha; کره‌ای: 태하)
- یون‌وو (Yeonwoo; کره‌ای: 연우)

### گاه‌شمار
- قرمز = فعال
- نارنجی = فعال
- مشکی (افقی) = غیرفعال
- بنفش = انتشار کره‌ای (همکاری‌ها و اواس‌تی‌ها ذکر نشده‌اند)
- آبی = انتشار ژاپنی

## فیلم‌شناسی
- فایندینگ مومولند (ام‌نت، ۲۰۱۶)
- دروغگو و معشوقه‌اش (۲۰۱۶)
- سایپن لند مومولند (ام‌بی‌سی اوری۱، ۲۰۱۸)